# Chemia w Szkole
Chemia w Szkole – dwumiesięcznik dla nauczycieli chemii, ukazujący się nakładem Agencji AS Józef Szewczyk. Wydawany od 1955 roku.

## Historia
- styczeń 1955 – ukazał się pierwszy numer „Chemii w Szkole”; dwumiesięcznik ten, obok „Fizyki w Szkole”, powstał z podziału dwumiesięcznika „Fizyka i Chemia”, wydawanego w latach 1948–1954, pierwszym wydawcą były Państwowe Zakłady Wydawnictw Szkolnych
- styczeń 1974 – wydawcą zostały Wydawnictwa Szkolne i Pedagogiczne
- styczeń 2001 – odtąd „Chemia w Szkole” ukazywała się jako kwartalnik
- styczeń 2003 – odtąd pismo ponownie ukazuje się jako dwumiesięcznik
- styczeń 2006 – wydawcą został Dr Josef Raabe Spółka Wydawnicza
- lipiec 2014 – wydawcą została Agencja AS Józef Szewczyk